# Petropedetes martiensseni
Petropedetes martiensseni är en groddjursart som först beskrevs av Fritz Nieden 1911.  Petropedetes martiensseni ingår i släktet Petropedetes och familjen Petropedetidae. IUCN kategoriserar arten globalt som starkt hotad. Inga underarter finns listade i Catalogue of Life.